# Habère-Poche
Habère-Poche is een gemeente in het Franse departement Haute-Savoie (regio Auvergne-Rhône-Alpes) en telt 729 inwoners (1999). De plaats maakt deel uit van het arrondissement Thonon-les-Bains.

## Geografie
De oppervlakte van Habère-Poche bedraagt 12,0 km², de bevolkingsdichtheid is 60,8 inwoners per km².
De onderstaande kaart toont de ligging van Habère-Poche met de belangrijkste infrastructuur en aangrenzende gemeenten.

## Demografie
Onderstaande figuur toont het verloop van het inwonertal (bron: INSEE-tellingen).